# Mambas Noirs Football Club
O Mambas Noirs FC é um clube de futebol do Benim. Até 27 de maio de 2005, o clube possuía o nome de Donjo Football Club.<

## Jogadores notáveis
- Mohamed Aoudou